# Meire (Orense)
Meire (llamada oficialmente Santa María de Meire) es una parroquia y un lugar español del municipio de Allariz, en la provincia de Orense, Galicia.

## Toponimia
La parroquia también es conocida por los nombres de Santa María de Vilanova, Santa María de Villanueva y Villanueva.

## Organización territorial
La parroquia está formada por cinco entidades de población, constando tres de ellas en el nomenclátor del Instituto Nacional de Estadística español:
- A Acea
- O Rial
- Meire
- Fondevila
- A Tellada

## Demografía

### Parroquia
| Gráfica de evolución demográfica de Meire (parroquia) entre 2000 y 2021 |
|                                                                         |
| Datos según el nomenclátor publicado por el INE.                        |

### Lugar
| Gráfica de evolución demográfica de Meire (lugar) entre 2000 y 2021 |
|                                                                     |
| Datos según el nomenclátor publicado por el INE.                    |